# Philipp Baltus
Philipp Baltus (* 1978 in Hamburg) ist ein deutscher Schauspieler und Sprecher.

## Leben
Nach dem Studium der Germanistik und Amerikanistik von 1998 bis 2001 besuchte Baltus die New York Film Academy, nahm aber auch privaten Schauspiel- und Sprechunterricht.
Als Schauspieler trat Baltus in Fernsehrollen im Tatort (Der sanfte Tod), Der Dicke und im Dezember 2013 in SOKO Leipzig in der Folge Der Schmetterling auf. Kinorollen hatte er u. a. in Underdogs von Jan Hinrik Drevs und Chiko von Özgür Yildirim.
Baltus ist überdies als Sprecher von Hörspielen und Hörbüchern, beispielsweise von Kirsten Boie, tätig; bisweilen spricht er auch Hörfunkfeatures. Der Sprecher des Soul Kitchen. Der Geschichte erster Teil – das Buch vor dem Film-Hörbuches von Jasmin Ramadan hatte auch einen Auftritt in dem Spielfilm Soul Kitchen von Fatih Akın.
Auch in Videospielen ist Baltus als deutsche Stimme zu hören, so unter anderen in der Reihe Star Wars: The Old Republic.
Philipp Baltus ist der Sohn des Schauspielers Gerd Baltus und der Schauspielerin Brigitte Rohkohl.

## Filmografie (Auswahl)
- 2004: Gegen die Wand
- 2004: Kebab Connection
- 2005: Das Zimmermädchen
- 2006: Chinese Take Away
- 2006: Da kommt Kalle – Fernweh
- 2007: Leben auf Hochglanz
- 2007: Underdogs
- 2008: Chiko
- 2008: Tod bei Ankunft
- 2009: Der Dicke – Falsches Spiel
- 2009: Soul Kitchen
- 2009: Tatort: Häuserkampf (Fernsehreihe)
- 2009: Joanna Trollope: In Boston liebt man doppelt
- 2009: 66/67 – Fairplay war gestern
- 2009: SOKO Köln – Familienglück
- 2010: Countdown – Die Jagd beginnt (Folge: Die Zeugin)
- 2010: Notruf Hafenkante – Angst um Emma
- 2010: Die Bergretter – Brautflucht, Folge 15
- 2011: Danni Lowinski – Endspiel
- 2012: Der Mann, der alles kann
- 2012: Das Duo – Der tote Mann und das Meer
- 2012: Alles Klara – Spiel mir das Lied vom Tod
- 2012: Das Leben ist nichts für Feiglinge
- 2013: SOKO Leipzig – Der Schmetterling
- 2013: Großstadtrevier – Pretty Woman
- 2013: Tatort: Feuerteufel (Fernsehreihe)
- 2014: Die Familiendetektivin – Doppelleben
- 2014: Tatort: Der sanfte Tod (Fernsehreihe)
- 2015: Notruf Hafenkante – Flucht ins Watt
- 2015: Deutschland 83 – Brandy Station
- 2015: Deutschland 83 – Able Archer
- 2016: Fritz Lang
- 2016: SOKO Leipzig – Undercover (Teil 1/2)
- 2016: SOKO Wismar – Herzschmerz
- 2017: Morden im Norden – Tödlicher Zweifel
- 2017: jerks. – Merhaba
- 2017: Tatort: Borowski und das Fest des Nordens (Fernsehreihe)
- 2017: Tatort: Der Fall Holdt (Fernsehreihe)
- 2017: Notruf Hafenkante – Mörder meiner Tochter
- 2018: In aller Freundschaft – Die jungen Ärzte – Der falsche Weg
- 2018: Kommissarin Heller – Vorsehung
- 2019: Der goldene Handschuh
- 2019: Professor T. –  Mörder
- 2019: Um Himmels Willen – Hannas Entführung
- 2019: SOKO Potsdam – Nervenkitzel
- 2019: Großstadtrevier – Das neue Revier
- 2022: Der Alte – Folge 447: Existenz
- 2023: Tatort: Verborgen (Fernsehreihe)

## Hörspiele
- Elisabeth Herrmann: Schlick. Regie: Sven Stricker. Radio-Tatort, NDR 2010.

## Videospiele
- 2011: Star Wars: The Old Republic als Imperialer Agent
  - 2013: Rise of the Hutt Cartel
  - 2014: Shadow of Revan
  - 2015: Knights of the Fallen Empire
- 2016: Mafia III
- 2021: Cookie Run: Kingdom als Wildbeeren-Cookie